# Anton Lengauer-Stockner
Anton Lengauer-Stockner, né le 18 novembre 1961 à Schwoich, est un biathlète autrichien.

## Biographie
Dans la Coupe du monde, il fait ses débuts lors de la saison 1984-1985, où il enregistre une place dans les points avec une 17e place à Anterselva. Un hiver plus tard, l'Autrichien signe son meilleur classement individuel de loin avec une quatrième place sur le sprint de Lahti.
En 1988, il est sélectionné pour les Jeux olympiques à Calgary, pour prendre uniquement part au relais. Avec Bruno Hofstätter, Franz Schuler et Alfred Eder, il obtient le quatrième rang.
En 1994-1995, il fait son retour après environ cinq ans d'absence sur le circuit. Il marque des points avec une quinzième place à Bad Gastein, puis monte même sur un podium lors de la course par équipes à Oberhof (2e).

## Palmarès

### Jeux olympiques d'hiver
| Épreuve / Édition            | Individuel | Sprint | Relais |
| Jeux olympiques 1988 Calgary | -          | -      | 4e     |

### Coupe du monde
- Meilleur résultat individuel : 4e.
- 1 podium par équipes : 1 deuxième place.